# Constance Nantier-Didiée
Constance Nantier-Didiée (Saint-Denis, 16 novembre 1831 – Madrid, 4 dicembre 1867) è stata un mezzosoprano francese. Secondo i commentatori del suo tempo veniva descritta come un vero mezzosoprano piuttosto che un contralto. Ebbe una vasta gamma di ruoli comici, drammatici e en travesti nella sua carriera teatrale sviluppata a Parigi, Londra, Mosca e Madrid.

## Biografia
Constance Nantier-Didiée nacque a Saint-Denis, Riunione. Studiò con Gilbert Duprez al Conservatorio di Parigi, vincendo il primo premio all'opera nel 1849. L'anno successivo debuttò a Torino, come Emilia nella Vestale di Saverio Mercadante. Tre anni dopo apparve nella Luisa Miller a Parigi al Théâtre-Italien e l'anno seguente fu ingaggiata per tre stagioni al Covent Garden, dove cantò nelle anteprime di Rigoletto e Benvenuto Cellini il 2 luglio 1853. Nel 1854 debuttò al Teatro Real di Madrid e viaggiò in Nord America.
Nella stagione 1856-1857 s'esibì al Liceu di Barcellona. La rivista Diario de Barcelona la esaltò come "un bel mezzosoprano e un contralto in alcune note più basse: come un'artista di grande intelligenza, purezza e abilità nel canto, esecuzione molto pulita e agile, espressiva ed una brava attrice".
La Nantier-Didiée ritornò al Covent Garden il 15 maggio 1858 per cantare il ruolo di Urbain ne Les Huguenots alla stagione di apertura, cantando lì ogni anno fino al 1864. La Dinorah di Meyerbeer e il Faust di Gounod contengono arie scritte appositamente per lei. Quando a te lieta, in seguito tradotto in francese come Si le bonheur à sourire t'invite, fu aggiunto da Gounod per una storia d'amore per il suo personaggio. Fu la prima Preziosilla alla première de La forza del destino a San Pietroburgo nel 1862 e interpretò anche Siébel in una produzione in italiano del Faust e Margherita al Covent Garden di Londra nel 1863.
Morì di polmonite il 4 dicembre 1867 durante le esibizioni de La favorita di Gaetano Donizetti al Teatro Real di Madrid.

### Esplicative
1. ↑  "mezzosoprano di voce simpatica e da contralto nei punti gravi; cantante con grande intelligenza, purezza e abilità nel canto chiaro, esecuzione molto pulita e agile, espressiva e brava attrice."

### Bibliografiche
1. ↑   Roberta Montemorra Marvin, The Cambridge Verdi Encyclopedia, Cambridge University Press, 2014,  pp. nn, ISBN 1-107-78252-X.
2. 1 2   Philip Robinson, Nantier-Didiée, Constance». A: New Grove Dictionary of Opera, vol. 3, Sadie, Stanley, 1992,  p. 549, ISBN 0-333-73432-7.
3. ↑   Prod'homme, Jacques-Gabriel e Dandelot, Arthur, Gounod (1818–1893) sa vie et ses œuvres, d'après des documents inédits, C. Delagrave, 1911,  p. 14.
4. ↑   Almanaque del Diario de Barcelona para el año 1858, su mdc2.cbuc.cat, Biblioteca de Catalunya. URL consultato il 9 settembre 2014.
5. ↑   Si le bonheur a sourire t'invite, Aria-database.com.
6. ↑   Joaquín Turina Gómez, Historia del Teatro Real, Alianza Editorial, 1997,  p. 540, ISBN 84-206-4253-3.
7. ↑   Philip Robinson, New Grove Dictionary of Opera, Vol. 3, Sadie, Stanley, 1992,  p. 549, ISBN 0-333-73432-7.